# Jesse L. Brown
Jesse LeRoy Brown (Hattiesburg, Misisipi, Estados Unidos, 13 de octubre de 1926-batalla del embalse de Chosin, Corea del Norte, 4 de diciembre de 1950) fue el primer aviador afroestadounidense en completar el programa básico de entrenamiento de vuelo de la Armada de los Estados Unidos. Recibió la Cruz de Vuelo Distinguido y fue el primer oficial naval negro caído en combate durante la guerra de Corea, por lo que recibió la condecoración Corazón Púrpura a título póstumo.
Nació en el seno de una familia pobre de Misisipi. Se graduó con el segundo mejor promedio de su escuela secundaria a pesar de la segregación racial y obtuvo un título universitario en la Universidad Estatal de Ohio. Sintió fascinación por los aviones desde niño y se alistó en la Armada de los Estados Unidos en 1946, convirtiéndose en guardiamarina. Brown consiguió sus alas de piloto el 21 de octubre de 1948, logro del que la prensa de la época se hizo amplio eco. En enero de 1949 fue destinado al Escuadrón n.º 32 de caza y ataque a bordo del portaviones USS Leyte, donde llegó a ser jefe de escuadrilla.
Al comienzo de la guerra de Corea se incorporó junto a su unidad a las fuerzas destinadas a la zona de conflicto, a donde llegó en octubre de 1950. Brown, con el grado de alférez, efectuó veinte misiones de combate antes de que su avión fuera alcanzado y se estrellara en una remota montaña el 4 de diciembre de 1950, cuando realizaba una misión de apoyo a las tropas terrestres en la batalla del embalse de Chosin. Falleció a consecuencia de las heridas a pesar de los esfuerzos de su compañero Thomas J. Hudner, Jr., que de forma premeditada estrelló su propio avión en un intento de rescate.
Los logros de Brown en las Fuerzas Armadas de los Estados Unidos durante la época de segregación han sido recogidos en varios libros. La fragata USS Jesse L. Brown fue bautizada en su honor. El actor Jonathan Majors interpreta a Jesse Brown en la película Devotion (2022) de J. D. Dillard.

## Biografía

### Juventud
Jesse LeRoy Brown nació el 13 de octubre de 1926 en Hattiesburg, Misisipi. Era uno de los seis hijos de Julia Lindsey Brown, una maestra de escuela, y John Brown, un empleado de un almacén de comestibles. Tenía cuatro hermanos, Marvin, William, Fletcher y Johnny, y una hermana, Lura. Los ascendientes de Brown era afroamericanos, chickasaw y choctaw. La familia vivía en una casa sin calefacción ni agua corriente y sólo disponían de una chimenea para calentarse, en la que, siendo niño, su hermano William cayó y sufrió importantes quemaduras.
Al comienzo de la Gran Depresión, su padre se quedó sin trabajo y se trasladó junto con la familia a Crossing Palmer, a dieciséis kilómetros de Hattiesburg, donde trabajó en una fábrica de aguarrás hasta que fue despedido en 1938. Posteriormente se mudaron a Lux, Misisipi, para trabajar como aparceros en una granja. Durante este tiempo, Jesse compartía la cama con sus hermanos y asistía a una escuela rural a casi cinco kilómetros de distancia. Sus padres eran muy estrictos en lo relativo a la asistencia escolar y los deberes que le asignaban, por lo que Brown no faltó nunca a clase. Los miembros de la familia Brown también eran bautistas comprometidos, y Jesse, William y Julia Brown formaron parte del coro de la iglesia. En su tiempo libre, Jesse trabajaba en el campo durante la cosecha de maíz y algodón.
Cuando tenía seis años, su padre lo llevó a una exhibición aérea y desde esa experiencia mostró un gran interés por la aviación y acudía con frecuencia a un campo de vuelo cerca de su casa, a pesar de que uno de los mecánicos de la instalación lo ahuyentara.
A los trece años consiguió un trabajo como repartidor de periódicos para el Pittsburgh Courier, un periódico dirigido a lectores afroamericanos. En esta época nació su deseo de ser piloto al leer sobre aviadores de color como Alfred C. Anderson, Eugine Jacques Bullard y Coleman Bessie. También se convirtió en un ávido lector de Popular Aviation y del The Chicago Defender, de los cuales dijo más adelante que influyeron en gran medida en su deseo de pilotar aviones navales. En su infancia fue descrito como «serio, ingenioso, sencillo y muy inteligente». En 1937 escribió una carta al presidente de Estados Unidos, Franklin D. Roosevelt, en la que se quejaba de la injusticia hacia los pilotos afroamericanos, a los que no se permitía ingresar en el Cuerpo Aéreo del Ejército de los Estados Unidos. La Casa Blanca respondió con una carta en la que afirmaba que apreciaba su punto de vista.

### Educación
En 1939 se trasladó con su tía para poder asistir a un centro educativo mejor, el instituto segregado Eureka. Fue miembro del equipo de baloncesto, fútbol americano y atletismo, y era un excelente estudiante. Se graduó como el título de salutatorian en 1944. Fue durante esta época cuando conoció a su futura esposa, Daisy Perla Nix.
Tras la graduación su intención era matricularse en una universidad fuera del Sur. Su director, Nathaniel Burger, con quien dedicaba tiempo fuera del horario escolar a prepararse para la universidad, le aconsejó asistir a una universidad para gente de color, como había hecho su hermano Marvin Brown. Sin embargo, terminó matriculándose en la Universidad Estatal de Ohio como su ídolo de la infancia, Jesse Owens. Burger le advirtió que solo siete afroamericanos se habían graduado en la universidad ese año, pero Jesse estaba decidido a inscribirse, juzgando que podría competir con los estudiantes blancos.
Tuvo varios trabajos para ahorrar dinero para la universidad, como servir mesas en el club Holmes, un salón para soldados blancos del ejército estadounidense en el que era frecuentemente objeto de insultos racistas. Aun así perseveró y ganó seiscientos dólares para pagarse la matrícula. En el otoño de 1944 tomó un tren segregado hacia Columbus (Ohio), y comenzó su formación universitaria.
Brown se instaló en una casa de huéspedes del campus en el 61 de la avenida East Eleventh, en el principal barrio negro del distrito universitario de Columbus, y se especializó en ingeniería de la edificación. Intentó en varias ocasiones solicitar su ingreso en el programa de aviación del centro, pero se le negó debido a su raza. Se unió al equipo de atletismo y al de lucha libre, pero pronto tuvo que abandonarlos por razones económicas. Consiguió un trabajo como conserje en unos grandes almacenes de la firma Lazarus y fue contratado por el ferrocarril de Pensilvania para cargar vagones desde las 15:30 hasta la medianoche todos los días. Pese a las circunstancias, obtuvo las mejores calificaciones de sus clases. A pesar de las dificultades con sus profesores y la segregación institucional en la ciudad, Brown consideraba que la mayoría de sus compañeros de estudios eran amables con él. Volvió en pocas ocasiones a Misisipi durante los años académicos, pero durante los veranos trabajaba en una lavandería en Hattiesburg para poder pagar sus clases.
Durante su segundo año en la universidad participó en el Programa de Entrenamiento de Cadetes de Aviación V-5 que llevaba a cabo la Armada de los Estados Unidos para formar pilotos navales. Este programa contaba con presencia en cincuenta y dos universidades, ninguna segregada, por lo que los únicos estudiantes afroamericanos que podían acceder a él eran los que, como Brown, asistían a universidades para alumnos blancos. A pesar de las reticencias de los reclutadores, superó los exámenes de ingreso. Brown se alistó en la Reserva Naval de la Armada de los Estados Unidos el 8 de julio de 1946 y fue admitido en el programa de aviación como aprendiz de marinero en la Armada de los Estados Unidos y miembro del programa de la escuela del Cuerpo de Entrenamiento Naval de Oficiales en la Reserva (NROTC). La paga de cincuenta dólares mensuales le permitió abandonar todos sus empleos y completar su carrera de ingeniería de la edificación en 1947. En ese momento, el NROTC era la vía normal para lograr una comisión naval, pero solo catorce de los más de 5600 estudiantes del NROTC en 1947 eran afroamericanos.

### Carrera militar
El 15 de marzo de 1947, Brown se trasladó a la Base Aérea Naval de Glenview (Illinois) para comenzar su entrenamiento como Oficial de Vuelo Naval. Allí finalizó su periodo como recluta de categoría de tropa el 15 de abril al obtener el rango de guardiamarina, convirtiéndose en el único afroamericano del programa. Aunque esperaba un ambiente hostil, se encontró con que los otros cadetes eran amables en general. Por el contrario, muchos de los cocineros y bedeles afroamericanos se mostraban desagradables con él, posiblemente porque percibían que estaba ocupando un rol destinado a los blancos. Realizó su primer vuelo en un avión de entrenamiento Stearman N2S.

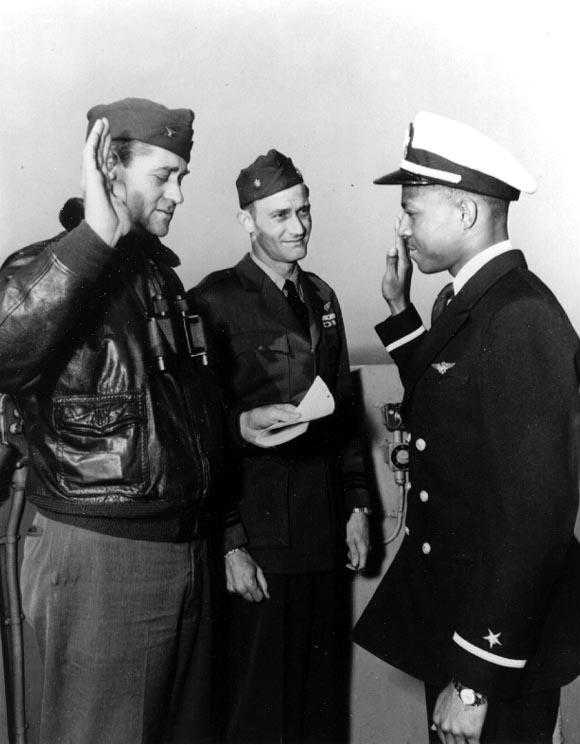
Brown es asignado a bordo del USS Leyte en 1949.

A pesar de los rigores de la formación inicial, Brown se sintió alentado por los instructores y completó la primera fase de la formación; la siguiente fase tuvo lugar en la Base Aeronaval de Ottumwa (Iowa) donde recibió una preparación física intensa y finalizó su formación técnica. Posteriormente, se entrenó como piloto aeronaval en la Base aeronaval de Pensacola (Florida).
En Pensacola, Brown y Nix se casaron en secreto, ya que a los cadetes navales no se les permitía contraer matrimonio hasta que completasen su entrenamiento, bajo amenaza de expulsión inmediata. Nix alquiló una habitación y se veían los fines de semana. A pesar del abierto racismo por parte de al menos uno de los instructores y varios compañeros de clase, Brown completó el riguroso entrenamiento en agosto de 1947.
En junio de 1948 comenzó su formación en portaviones con la esperanza de pilotar un F4U Corsair o un F6F Hellcat, ambos aviones de combate. Se formó en los despegues y aterrizajes en el portaaviones ligero USS Wright, tras lo que fue enviado a Jacksonville (Florida) donde obtuvo las acreditaciones finales como piloto. El 21 de octubre de 1948 recibió su Insignia de Aviador Naval de los Estados Unidos. Este logro obtuvo mucha publicidad, y Brown se hizo conocido a nivel nacional. La Associated Press le dedicó un artículo y su foto apareció en la revista Life. El escritor Theodore Taylor escribió más tarde que, gracias a los esfuerzos de Brown para convertirse en piloto, se había roto la «barrera del color» que existió durante mucho tiempo para los afroamericanos en la aviación naval.
Fue nombrado alférez de la Armada de los Estados Unidos el 26 de abril de 1949. Su primer destino fue la Base Naval de Quonset, en Rhode Island, dentro de la Flota del Atlántico de los Estados Unidos. Más tarde comentó que los incidentes de racismo y discriminación, que habían sido intensos al final de su formación, disminuyeron considerablemente una vez que se convirtió en oficial. Tras su ascenso, recibió un destino provisional en la Estación Aeronaval de Norfolk (Virginia). Su hija, Pamela Elise Brown, nació en diciembre de 1948. En enero de 1949 fue asignado al Escuadrón n.° 32 de caza y ataque (Fighter Squadron 32) a bordo del USS Leyte. Durante los siguientes dieciocho meses, la unidad realizó numerosos ejercicios de entrenamiento a lo largo de la costa este, muchos de los cuales se llevaron a cabo en Quonset Point. En este destino, sus superiores le dispensaron un trato correcto, como al resto de sus compañeros.
Al estallar la guerra de Corea, Brown se había forjado una reputación entre el resto de los miembros del escuadrón como piloto experimentado y líder capaz como jefe de su sección. Era muy apreciado entre los pilotos, los auxiliares de color y personal de apoyo del buque. Sin embargo, no tenía mucha relación con el resto de los pilotos y pasaba tanto tiempo como le era posible visitando a su esposa, relación que no mantuvo oculta tras finalizar su formación.

### Guerra de Corea

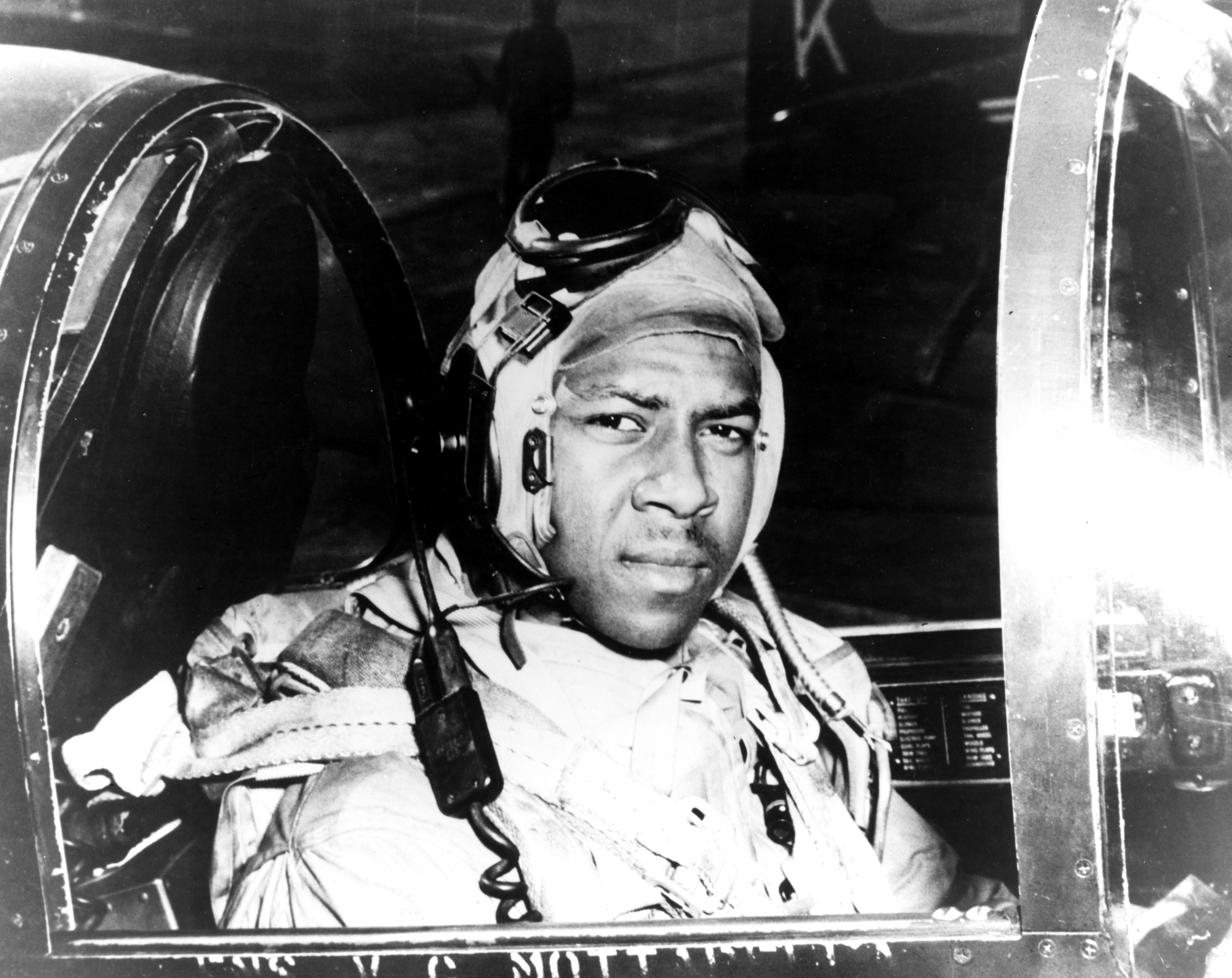
Brown en la cabina de su F4U Corsair en Corea a finales de 1950.

En la noche del 25 de junio de 1950, diez divisiones del Ejército Popular de Corea del Norte lanzaron una invasión a gran escala hacia la vecina nación del sur, la República de Corea. La fuerza, compuesta por 89 000 hombres dispuestos en seis columnas, tomó por sorpresa al pequeño ejército Ejército de la República de Corea, mal organizado, mal equipado y poco preparado para la guerra. Los fuerzas norcoreanas, que eran muy superiores, destruyeron la resistencia de los 38 000 soldados de Corea del Sur antes de adentrarse en el país. La mayor parte de las fuerzas surcoreanas se retiraron del frente de la invasión. Con los norcoreanos a pocas horas de Seúl, la capital de Corea del Sur, el gobierno y su destrozado ejército se retiraron hacia el sur.
Para evitar el colapso de Corea del Sur el Consejo de Seguridad de las Naciones Unidas votó a favor de despachar fuerzas militares. Los Estados Unidos enviaron la Fuerza de Operaciones 77 para proporcionar apoyo aéreo y naval, formada por efectivos de la Séptima Flota y encabezada por el portaaviones USS Valley Forge, junto con algunos buques de la Flota de Británica de Oriente, como el HMS Triumph. A pesar de que este contingente bloqueó Corea del Norte y lanzó una ofensiva aérea para retrasar el avance de su ejército, no pudo evitar su marcha hacia el sur. El presidente estadounidense Harry S. Truman ordenó la intervención de tropas terrestres para complementar el apoyo aéreo. Todas las unidades de la Armada de los Estados Unidos, entre ellas el Leyte, fueron puestas en alerta. En ese momento, el buque estaba en el mar Mediterráneo y Brown no se esperaba que su unidad fuera desplegada en la zona de conflicto, pero el 8 de agosto otro portaviones llegó a la zona para que el Leyte pusiera rumbo a la península de Corea. Los responsables de la Armada opinaban que los pilotos del Leyte estaban mejor entrenados, por lo que era preferible tenerlos en el teatro de operaciones. El portaaviones zarpó desde el estrecho de Gibraltar y cruzó el océano Atlántico hacia Quonset, para luego atravesar el canal de Panamá y seguir la ruta San Diego, Hawái y Japón antes de llegar a su destino alrededor del 8 de octubre.
La nave se unió a la Fuerza de Tarea 77 frente a la costa noreste de la península de Corea, compuesta por una flota de diecisiete barcos de la Séptima Flota, entre ellos el portaaviones USS Philippine Sea, el acorazado USS Missouri y el crucero USS Juneau. Brown completó su primera misión el 13 de octubre, el mismo día que cumplía veinticuatro años, y realizó un total de veinte misiones, que incluían ataques contra las líneas de comunicación y concentraciones de tropas e instalaciones militares en todo Wŏnsan, Chongpu, Songjim y Senanju.
A raíz de la entrada de la República Popular China en la guerra a finales de noviembre de 1950, Brown y su escuadrón fueron enviados a la zona del embalse de Chosin, donde se librada una intensa batalla entre el Ejército de Voluntarios del Pueblo y el X Cuerpo de los Estados Unidos. Aproximadamente 100 000 soldados chinos habían rodeado a 15 000 soldados estadounidenses, por lo que Brown y el resto de pilotos del Leyte realizaron decenas de misiones de apoyo aéreo diarias para evitar que las tropas chinas sobrepasaran las líneas estadounidenses.

### Fallecimiento

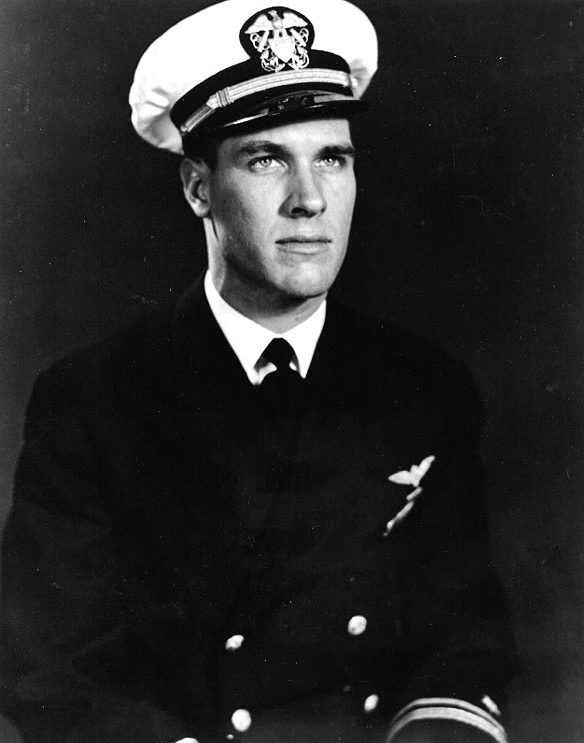
Thomas J. Hudner, Jr., compañero de Brown, recibió la Medalla de Honor por el intento de rescate.

El 4 de diciembre de 1950, Brown participó en una misión de apoyo a las tropas terrestres estadounidenses del Cuerpo de Marines atrapadas por las fuerzas chinas, en la que participaban seis aviones. A las 13:38 KST despegó del Leyte como parte de una escuadra constituida por el capitán de corbeta Dick Cevoli, el teniente de navío George Hudson, el alférez de navío Bill Koenig, el alférez de fragata Ralph McQueen y el alférez de navío Thomas J. Hudner, Jr., quien era el punto de Brown. Durante esta misión, Brown tenía el indicativo «Iroquois 13». La distancia a la zona de la misión era de 160 km hasta el embalse de Chosin, cubiertos entre treinta y cinco y cuarenta minutos de vuelo en condiciones invernales muy duras en las inmediaciones de las localidades de Yudam-ni y Hagaru-ri. Los aparatos comenzaron la búsqueda de objetivos a lo largo del lado oeste del embalse, disminuyendo su altitud de vuelo a 700 pies (210 m). El objetivo de la misión era la búsqueda y destrucción de cualquier unidad enemiga durante tres horas, y tratar de evaluar los efectivos chinos en la zona.
Aunque no avistaron fuerzas chinas, Koenig informó por radio a las 14:40 que Brown parecía estar perdiendo combustible. Probablemente la causa fue el fuego de armas ligeras de la infantería china, que a menudo utilizaba la táctica de ocultarse en la nieve para emboscar a los aviones disparando simultáneamente con muchas armas de infantería a su paso. Al menos un proyectil había roto una conducción de combustible en el avión de Brown. Este, ante la pérdida de presión de combustible y con cada vez más dificultades para controlar la aeronave, desprendió los tanques de combustible externos y los cohetes e intentó aterrizar en un claro cubierto de nieve en la ladera de una montaña, pero se estrelló en un valle en forma de cuenco, aproximadamente en las coordenadas 40°36′N 127°06′E / 40.600, 127.100. A consecuencia del violento choque, el avión acabó destruido, y la pierna de Brown quedó atrapada bajo el fuselaje de la aeronave. En un primer momento, sus compañeros pensaron que había muerto en el impacto, hasta que lo vieron hacerles señales cuando sobrevolaban el lugar del accidente. Brown había caído cerca de Somong-ni, veinticuatro kilómetros detrás de las líneas chinas, en condiciones meteorológicas adversas y una temperatura de -9 °C. Sus compañeros enviaron un mayday por radio a las aeronaves de transporte pesado en la zona, y recorrieron la montaña para detectar cualquier signo de fuerzas terrestres chinas que pudieran amenazar a Brown. Recibieron el aviso de un helicóptero de rescate que llegaría tan pronto como fuese posible, pero mientras tanto se declaró un incendio en los depósitos de combustible y el avión estrellado comenzó a humear.

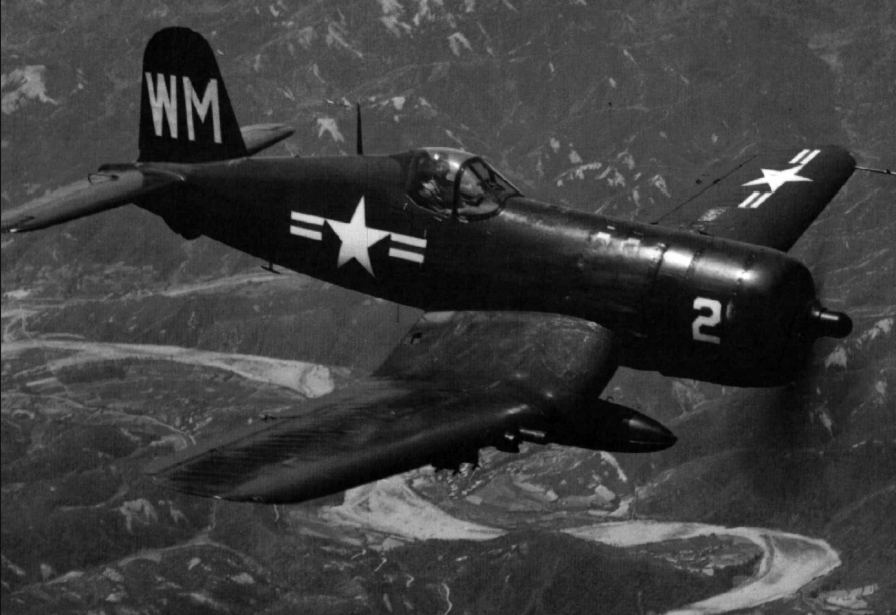
Un F4U-5 similar al de Brown sobre Corea en 1952.

Antes de que resultara evidente que Brown estaba herido de gravedad, Hudner intentó ayudarle dándole instrucciones por radio para escapar del avión. Al no tener éxito, estrelló intencionadamente su propio aparato y corrió al lado de Brown. Mientras la situación de Brown se agravaba rápidamente, Hudner trató en vano de controlar el fuego con nieve y liberar a su compañero de los restos del avión destruido. Sufriendo fuertes dolores, Brown comenzó a perder la consciencia. Un helicóptero HO3S-1 de rescate llegó alrededor de las 15:00. Su piloto, el teniente de navío Charles Ward, y Hudner no pudieron apagar el fuego del motor con un extintor, e intentaron, sin éxito, liberar a Brown con un hacha durante cuarenta y cinco minutos. Incluso barajaron la posibilidad de amputarle la pierna atrapada a petición del propio Brown. Brown perdió el conocimiento finalmente poco después. Sus últimas palabras a Hudner fueron: «Dile a Daisy que la quiero». El helicóptero, que no podía volar de noche, se vio obligado a regresar a la base al anochecer con Hudner, dejando atrás a Brown. Se cree que murió poco después de sus heridas y la exposición al frío extremo. Las fuerzas chinas no se presentaron en el lugar durante el intento de rescate, probablemente debido a la presencia de la unidad de Brown y Hudner.
Hudner rogó a sus superiores que le permitieran regresar al lugar del impacto para ayudar a rescatar a Brown, pero no logró su autorización, ya que temían una emboscada a los vulnerables helicópteros y querían prevenir más bajas. Para evitar que el cuerpo y el avión cayeran en manos chinas o de Corea del Norte, la Marina de los Estados Unidos bombardeó la aeronave con napalm dos días después, y los pilotos, según consta en los informes, recitaron el padrenuestro por la radio mientras observaban cómo el cuerpo de Brown era consumido por las llamas. Los pilotos comprobaron que el cuerpo de Brown permanecía atrapado en la aeronave, pero sus ropas habían desaparecido. Los restos de Brown y de su aparato nunca fueron recuperados. Brown fue el primer oficial de la Marina de los Estados Unidos caído en la guerra.

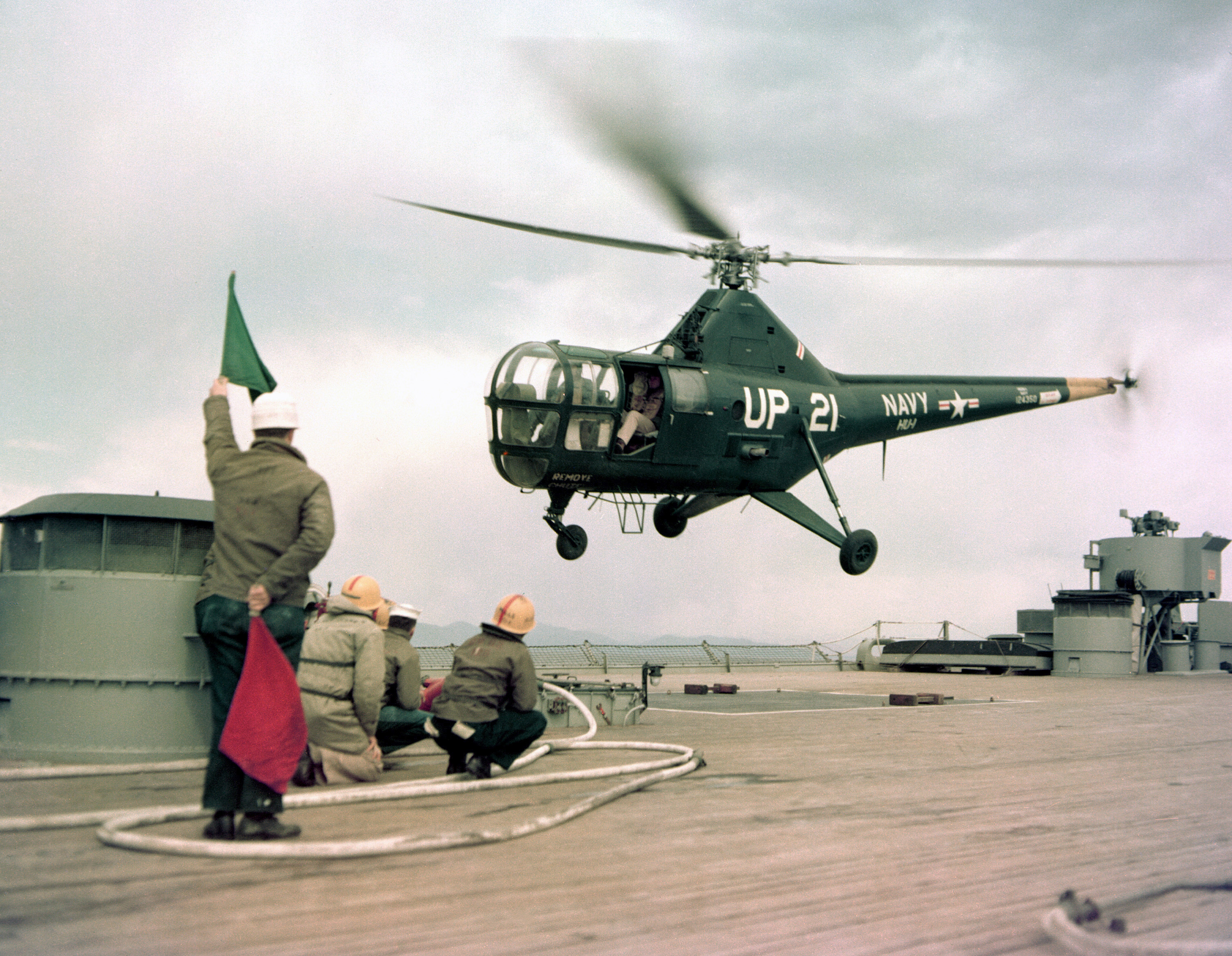
Un HO3S-1 similar al que intentó rescatar al alférez Brown.

### Legado
Por sus acciones en Corea previas a su muerte, Brown fue condecorado con la Cruz de Vuelo Distinguido, la medalla Corazón Púrpura y la Medalla Aérea. Por su parte, Hudner, por el intento de rescate fallido, obtuvo la Medalla de Honor, el mayor reconocimiento otorgado a los militares de los Estados Unidos.
Los compañeros de Brown lo recordaron en el diario del buque como «un soldado cristiano, un caballero, un compañero de viaje y amigo... Su valentía y fe... brillaban como un faro a la vista de todos». La noticia de su muerte inspiró a muchos americanos de color para convertirse en pilotos, especialmente al aprendiz de marinero Frank E. Petersen, que posteriormente se convirtió en aviador del Cuerpo de Marines y el primer afroamericano en esta rama de las Fuerzas Armadas. Petersen se graduó del Programa de Entrenamiento de Aviación Naval en 1952, y se retiró tras treinta y ocho años de servicio en 1988, con el rango de teniente general.
El 17 de febrero de 1973, la Armada de los Estados Unidos comisionó la fragata clase Knox USS Jesse L. Brown (FF-1089), el primer buque de Estados Unidos nombrado en honor a un afroamericano. A la ceremonia de puesta en servicio celebrada en Boston (Massachusetts) acudió Daisy Brown Thorne —que se había vuelto a casar—, Pamela y Hudner Brown. El buque fue dado de baja el 27 de julio de 1994 y rebautizado como Damiyat (F961) tras su venta a la marina egipcia.

Murió entre los restos de su avión con un valor y dignidad inconmensurables. Voluntariamente dio su vida para acabar con las barreras a la libertad de los demás.
Discurso de Thomas J. Hudner, Jr., el 17 de febrero de 1973, durante la ceremonia de comisión del USS Jesse L. Brown

El escritor Theodore Taylor, que había servido en Corea y que había quedado profundamente conmovido por la noticia de la muerte de Brown en aquel entonces, elaboró una extensa biografía de trescientas páginas basada en los registros del diario de a bordo del Leyte y entrevistas a muchos de sus amigos más cercanos y a su familia, que le permitieron consultar el diario personal de Daisy Brown; el libro fue publicado en 2007.